# Icare (comics)
Pour les articles homonymes, voir Icare (homonymie).
Icare (de son vrai nom Joshua Guthrie) est un super-héros mutant appartenant à l'univers de Marvel Comics. Joshua Guthrie apparaît pour la première fois dans le comic book Rom Annual #3 de 1984. Le personnage de fiction prend le nom de code d'Icare (Icarus en version originale) dans New X-Men: Academy X #2 de 2004. Il est connu pour être un membre de la famille Guthrie et des X-Men. Il est tué par le révérend William Stryker.

## Historique des publications
En 1984, Joshua Guthrie apparaît dans Rom Annual #3 et The New Mutants #15. Deux ans plus tard, il est présent dans l'histoire "New Song for Old", The New Mutants  #42. Il faut ensuite attendre 1994 pour revoir le personnage dans X-Force #32 et #36 ainsi que X-Men #36. L'année suivante, il est présent dans l'histoire "Growing Pains" de Uncanny X-Men Annual.
En 2004, Jay est l'un des personnages principaux de l'histoire "She Lies With Angels" de Uncanny X-Men #437-441. Il est également présent dans Uncanny X-Men #444 et "Day of the Atom" X-Men #157-159, #162 et X-Men Unlimited #3. De 2004 à 2005, Icare apparaît dans la nouvelle série New X-Men  avec les numéros 1 à 9 et 11 à 15. En 2005, il est également présent dans X-Men #164-165, "Dangerous" de Astonishing X-Men #8-10, Uncanny X-Men #460-461 et dans le one-shot New X-Men: Academy X Yearbook.
En 2006, il apparaît dans le one-shot X-Men: The 198 Files et Icare a un rôle primordial dans "Childhood's End" New X-Men #20-21, "Crusade" New X-Men #24-27 et "Nimrod" New X-Men #28-29. Le personnage de fiction reçoit un article dans l'Official Handbook of the Marvel Universe A to Z HC vol. 05 - Guardsmen to Jackal (Warren) de 2008.

## Biographie fictive
Joshua "Jay" Guthrie est le frère de Sam Guthrie / Rocket et de Paige Guthrie / Husk. Après que Sam et Paige soient devenus des membres de la célèbre équipe des X-Men. Jay joue le rôle du père pour le reste de la famille Guthrie qui compte d'autres adolescents mutants.
Lorsque des ailes aux plumes rouges poussent dans son dos, il les cache au reste de sa famille. Mais il ne dissimule pas le second effet de sa mutation qui lui permet de faire des chants mélodieux. Cela impressionne beaucoup Julia Cabot, fille des rivaux de la famille Guthrie. Les deux jeunes commencent à sortir ensemble. Malheureusement, le père de Julia découvre un équipement high-tech qu'il utilise pour essayer de se débarrasser des Guthrie. Les X-Men réussissent à l'appréhender mais il avait déjà eu le temps de tuer Jay.
Julia emmène le corps de son aimé et se jette dans une rivière avec lui. Jay ressuscite grâce à un autre de ses pouvoirs qu'il lui était inconnu : un facteur guérisseur. Il se réveille au fond de la rivière avec Julia noyée à ses côtés. Par la suite, il commet plusieurs tentatives de suicide pour retrouver Julia mais son facteur guérisseur l’empêche de mourir.
Pour son bien, sa mère décide de l'envoyer à l'Institut Xavier. Joshua Guthrue prend le nom de code d'Icare, Il fait d'abord partie de l'équipe des Hellions, puis de celle des Nouveaux Mutants. Lors du Jour M, il fait partie des vingt-sept élèves de l'Institut à conserver ses pouvoirs.
Il est ensuite manipulé par William Stryker qui lui fait croire qu'il est un ange et qu'il peut l'aider à redonner leurs pouvoirs aux élèves les ayant perdu. Pour cela, il doit donner ses ailes, Jay accepte. En fait, Stryker pense que ses ailes vont lui permettre de créer de puissants guerriers,. Stryker en profite également pour entrer dans l'école et il tue la plupart des élèves sans pouvoirs qui sont sur le point de retourner chez eux par autobus. Le vilain assassine ensuite Jay d'une balle dans la tête. Son facteur guérisseur ne fonctionnant plus parce qu'il est lié à ses ailes, Icare succombe à ses blessures et meurt. Il est enterré dans sa ville natale du Kentucky.

## Pouvoirs et capacités
Icare possède une paire d'ailes dont les plumes sont rouges, a des cordes vocales surhumaines et un facteur de guérison accru.

## Versions alternatives
Dans la réalité alternative du numéro 92 de la seconde série de comic books What if?, Josh Guthrie n'a pas encore développé ses pouvoirs lorsqu'il tombe sur une sentinelle endommagée. Il apprend à la contrôler.

## Analyse du personnage
Dans les super-héros, le mélange entre corporalité animale et humaine est souvent utilisé. Pour beaucoup, l'animal est la figure totémique du super-héros et il va lui transmettre des attributs de costume, des critères moraux voire un nom comme Batman ou la Chatte noire. Lors du renouvellement des super-héros qui s'initie dans les années 1960, certains sont dotés d'une morphologie humaine mais possède des capacités animales comme Spider-Man. Rares sont les attributs ou organes typiquement animal qui viennent se greffer sur un humain. Les exceptions sont les ailes, présentes depuis longtemps dans la culture populaire avec le personnage mythologique Icare, les anges ou les fées. Le comics développe aussi cette approche avec les hommes ailés comme Hawkman et Angel. Joshua Guthrie fait partie de ses hommes ailés, il prend d'ailleurs son nom de code en pensant au mythe d'Icare.
L'histoire "She Lies With Angels" est un hommage au Roméo et Juliette de William Shakespeare. Le scénariste Chuck Austen et l'artiste Salvador Larroca revisitent cette célèbre tragédie avec une histoire d'amour entre Josh Guthrie, un jeune homme mutant, et Julia Cabot, une jeune femme humaine. Tous les deux sont issus de familles rivales et leur relation a des conséquences terribles, non seulement pour eux, mais aussi pour leur famille et leurs amis.